# Eduard Hartstein
Eduard Hartstein (* 29. Juli 1823 in Pretzsch; † 14. Dezember 1869 in Bonn) war ein deutscher Agronom.

## Leben
Als Sohn eines Stadtgerichtsrates im heutigen Bad Schmiedeberg geboren, erhielt Hartstein im elterlichen Haus Privatunterricht. 1846 bezog er jedoch das Gymnasium in Wittenberg und ging ein Jahr später auf die Landesschule Pforta. Aufgrund einer Augenerkrankung musste er die Schule 1840 verlassen und ihm wurde nahegelegt, einen landwirtschaftlichen Beruf zu ergreifen. Nachdem er den Entschluss gefasst hatte, diesem Vorschlag nachzugehen, nahm er schließlich praktische Tätigkeiten auf den Gütern seines Heimatortes wahr.
1843 bezog Hartstein die landwirtschaftliche Akademie in Eldena und konnte nach der Absolvierung der notwendigen Semester, eine Tätigkeit als Gutsverwalter in Pulow und Warnekow antreten. Nicht zufrieden mit der Tätigkeit, eröffnete die neu gegründete landwirtschaftliche Akademie im heute zu Bonn gehörenden Poppelsdorf eine neue Perspektive für ihn. Zum 1. Oktober 1846 eröffnete die Gutswirtschaft der neuen Höheren landwirtschaftlichen Lehranstalt zu Poppelsdorf; als Administrator musste Hartstein zunächst viele Mängel auf dem ehemaligen Universitätsgut beseitigen. Neben dem Direktor August Schweitzer wurde er Ende 1847 als zweiter Fachlehrer der Lehranstalt und Administrator der Gutswirtschaft endgültig angestellt. Mit den Studierenden gründete er im November 1847 den „Verein studierender Landwirte“, um engere Beziehungen zwischen den Studierenden und mit den Dozenten zu knüpfen; der Verein entwickelte sich zur Akademisch-Landwirtschaftlichen Verbindung Agraria (aufgegangen in der Landsmannschaft Salia Bonn). Um den Anforderungen dieser Tätigkeit gerecht zu werden, entwickelte sich Hartstein ständig weiter.
Seine Vorlesungen beschäftigten sich mit der Lehre des Acker- und Pflanzenbaus und zogen eine zunehmend steigende Anzahl von Hörern an. Als Vertreter des Fachs beteiligte er sich an land- und forstwirtschaftlichen Kongressen, hielt dort Referate und wurde von vielen landwirtschaftlichen Vereinen Deutschlands zum Ehrenmitglied ernannt. Nachdem er erfolgreich landwirtschaftliche Fachliteratur verfasst hatte, wurde er 1854 vom königlichen Ministerium zum Professor der Landwirtschaft ernannt und von der britischen königlichen Landwirtschaftsgesellschaft zum Ehrenmitglied erhoben.
Trotz vieler Angebote vor allem aus dem Ausland blieb Hartstein in Poppelsdorf, wo er letztlich am 1. April 1857 Direktor der Akademie wurde. Des Weiteren wurde er für seine Arbeit 1861 mit dem Roten Adlerorden der vierten Klasse geehrt. 1863 wurde er zudem zum Geheimen Regierungsrat ernannt und ungefähr sechs Jahre später mit dem Roten Adlerorden dritter Klasse mit Schleife ausgezeichnet.
Zu Ehren Hartsteins wurde 1927 in Bonn, wo er mit gerade einmal 46 Jahren an Typhus verstarb, eine Straße nach ihm benannt.

## Werkauswahl
- Statistisch-landwirtschaftliche Topographie des Kreises Bonn (1850)
- Anleitung zur landwirtschaftlichen Rechnungsführung
- Anschauungen über den Zweck und die Errichtung höherer landwirtschaftlicher Lehranstalten
- Die Fortschritte der englischen und schottischen Landwirtschaft
- Die Anwendung der Dampfkraft in der Landwirtschaft (1860)
- Ueber den Londoner Viehmarkt und dessen wirtschaftliche Bedeutung für den Continent, insbesondere für Deutschland